# Lythria conspersata
Lythria conspersata är en fjärilsart som beskrevs av Gradl 1938. Lythria conspersata ingår i släktet Lythria och familjen mätare. Inga underarter finns listade i Catalogue of Life.